# Ägirstöchter

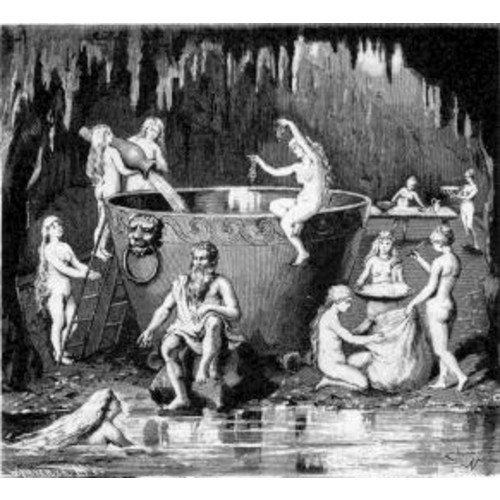
Ägir und seine Töchter

Die Ägirstöchter sind in der nordischen Mythologie die Töchter der Meeresgöttin Rán und des Meeresriesen Ägir.

## Snorris Prosa Edda – das Buch Skáldskaparmál
Die Namen der neun Ägirstöchter aus der Skáldskaparmál sind: Himinglæva (Himingläfa), Dúfa (Dusa), Blóðughadda (Blödughadda), Hefring (Heffrig), Uðr (Udor) oder Unn, Hrönn (Raun), Bylgja (Bygleya), Dröfn (Dröbna) und Kólga. Andere Namen tauchen zudem bei verschiedenen Skalden auf; sie waren also genauso wenig wie bei den Walküren kanonisiert, im Prinzip kam jedes Wort für „Welle“ als Name in Frage. Sie stellen Personifikationen der Meereswogen dar und haben gemeinsam „am Rand der Erde“ den Heimdall geboren.
Die Bedeutung der einzelnen Namen:
- Himinglæva – die, durch die man den Himmel klar sehen kann (Bezug zur Durchsichtigkeit des Wassers),
- Dúfa – die Hohe,
- Blóðughadda – die Bluthaarige (Bezug zum roten Schaum),
- Hefring (oder Hevring) – die Steigende,
- Uðr (oder Unn) – die Schäumende,
- Hrönn – die Fließende,
- Bylgja – die Wogende,
- Dröfn – die Schaumbefleckte,
- Kólga – die Kühlende.

## Andere Namen aus der Skaldendichtung
Andere Namen sind:
- Angeyja – die Bedrängerin,
- Atla – die Furchtbare,
- Eistla – die rasch Dahinstürmende,
- Eyrgjafa – die Sandspenderin,
- Gjalp – die Brausende,
- Greip – die Umkrallende,
- Járnsaxa – die schneidende Kälte,
- Imd  – die Dunstige,
- Ulfrun – die Wölfische.